# Drapeau de l'État de Santa Catarina
 (novembre 2024).
Si vous disposez d'ouvrages ou d'articles de référence ou si vous connaissez des sites web de qualité traitant du thème abordé ici, merci de compléter l'article en donnant les références utiles à sa vérifiabilité et en les liant à la section « Notes et références ».

Drapeau de l'État de Santa Catarina.

Le drapeau de l'État de Santa Catarina est l'un des symboles officiels de l'État brésilien de Santa Catarina. Il fut institué par la loi n°126, le 15 août de 1895, en même temps que le blason de l'État.
Le drapeau de l'État de Santa Catarina était alors composée bandes blanches et rouges en nombre égal à celui des comarques de l'État. Elles comportaient des étoiles jaunes représentant les municipalités de l'État. Il est basé sur le dessin de Louis Alexandre Boiteux.
Sous la dictature de Getúlio Vargas, celui-ci suspend l'usage des symboles des États fédérés au profit de ceux de l'État central. En 1953, le gouverneur Irineu Bornhausen réintroduit leur usage. Le dessin du drapeau est alors modifié à cette occasion.
Le drapeau est maintenant composé de trois bandes horizontales, deux bandes rouges encadrant une bande blanche, avec au centre du drapeau un losange vert clair, qui représente les couleurs Sainte Catherine d'Alexandrie.